# Antonio de La Gandara
Antonio de La Gandara, né le 16 décembre 1861 à Paris 9e et mort à Paris 6e le 30 juin 1917 est un peintre, graveur, lithographe, dessinateur et pastelliste français.

## Biographie
Fils d'Antoine Cristino de la Gandara, rentier né à San Luis Potosí au Mexique et de Louisa Maria Antoinette Mayer, née à Liverpool en Angleterre, tous deux célibataires, Antoine Henri Pierre de la Gandara naît le 16 décembre 1861 au domicile de ses parents 75 rue Taitbout. Il est influencé par les trois cultures, en mars 1878, lorsqu'il est admis à l'École nationale supérieure des beaux-arts de Paris, où il est élève d'Alexandre Cabanel. L'assiduité de son travail attire l'intérêt du prestigieux Jean-Léon Gérôme.
On le retrouve proche de Rodolphe Salis, fondateur du cabaret Le Chat Noir, et contribuant au Salon des incohérents. C'est alors qu'il se lie d'amitié avec Henri Rivière, Émile Goudeau, Alexandre Steinlen, Caran d'Ache et Adolphe Willette.
Il expose pour la première fois au Salon des artistes français de 1882. L'année 1884 lui accorde la mention honorable du jury du Salon pour son Portrait de saint Sébastien. En 1885, peu fortuné et toujours inconnu, La Gandara rencontre le comte Robert de Montesquiou, dont il fait un portrait qui plaît au mécène, pourtant exigeant. Celui-ci le présente à quelques amis, parmi lesquels la comtesse Jean de Montebello, dont il reproduit l'image gracieuse vêtue de mousseline blanche, la taille petite, la tête couverte d'un chapeau qu'une main légère semble protéger du vent. Puis la baronne Adolphe de Rothschild, la comtesse Greffulhe, Anna de Noailles, ainsi que Virginie Gautreau, le modèle du tableau Madame X de Sargent, s'intéressent à lui.
La Gandara côtoie Edmond de Goncourt dont il fréquente le « Grenier » — Anatole France, Alphonse Daudet, Mécislas Golberg, Jean Moréas — et d'autres auteurs menant une vie moins conventionnelle : Paul Verlaine, Jean Lorrain et Colette.
Il fréquente aussi des musiciens comme Reynaldo Hahn, Paderewski, Camille Saint-Saëns et Gabriel Fauré, mais aussi la grande-duchesse de Mecklembourg, le prince Edmond de Polignac, Leconte de Lisle, le prince de Sagan, Jean-Joseph Carriès, Sarah Bernhardt, Romaine Brooks, et tant d'autres personnages célèbres ou moins connus de cette époque riche en création artistique.

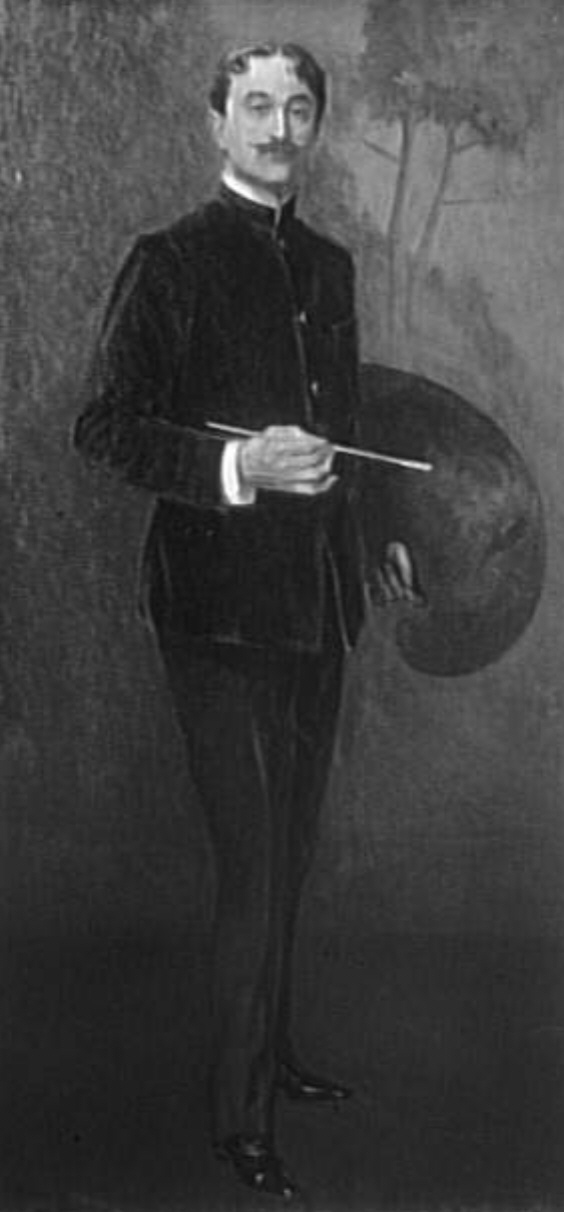
, Portrait d'Antonio de La Gandara (Salon de 1906), localisation inconnue.

Vers 1900, Antonio de La Gandara est au sommet de sa gloire, recherché en Europe et aux États-Unis, où il expose, et en Argentine. Émile Verhaeren le dit influencé par Chardin, et Whistler par lui-même. Le Larousse mensuel illustré d'octobre 1917 le rapproche de Zurbarán et de Vélasquez. D'autres croient reconnaître dans sa technique le reflet de son admiration pour Goya. William B. Denmore du Metropolitan Magazine, au contraire, insiste sur l'individualité de son style.
Il se fait des ennemis parmi ses rivaux jaloux ou, selon la rumeur[réf. nécessaire], les maris dépités. On le voit souvent en compagnie de l'actrice Polaire, de l'épouse de Gabriele D'Annunzio, de Liane de Pougy, ou d'Ida Rubinstein.
Peu à peu la critique souligne son attachement à la mode du jour — il collabore notamment à Gazette du bon ton. Il devient président de l'Association des peintres costumiers de la mode où le rejoignent notamment René Préjelan, Adolphe Willette et Albert Guillaume. Pendant ce temps, un autre peintre du Tout-Paris comme Giovanni Boldini fait preuve de plus de nervosité, et d'autres artistes comme le jeune Pablo Picasso expérimentent.
Pourtant, la renommée est loin de l'abandonner. La Gazette des beaux-arts estime, en 1910, que « M. de La Gandara atteint cette année la perfection que son art peut donner ». Le Figaro illustré lui fait l'honneur de sa première page. Le journal de la Buffalo Fine Arts Academy le décrit comme l'un des peintres contemporains les plus recherchés et les plus remarquables. L'Écho de Paris qualifie son portrait d'Ida Rubinstein de « rare et parfait ».
Vient la Première Guerre mondiale. Des amis lui écrivent du front, racontant les horreurs des tranchées. La Gandara se montre généreux envers les œuvres de soutien aux combattants et à leurs familles.

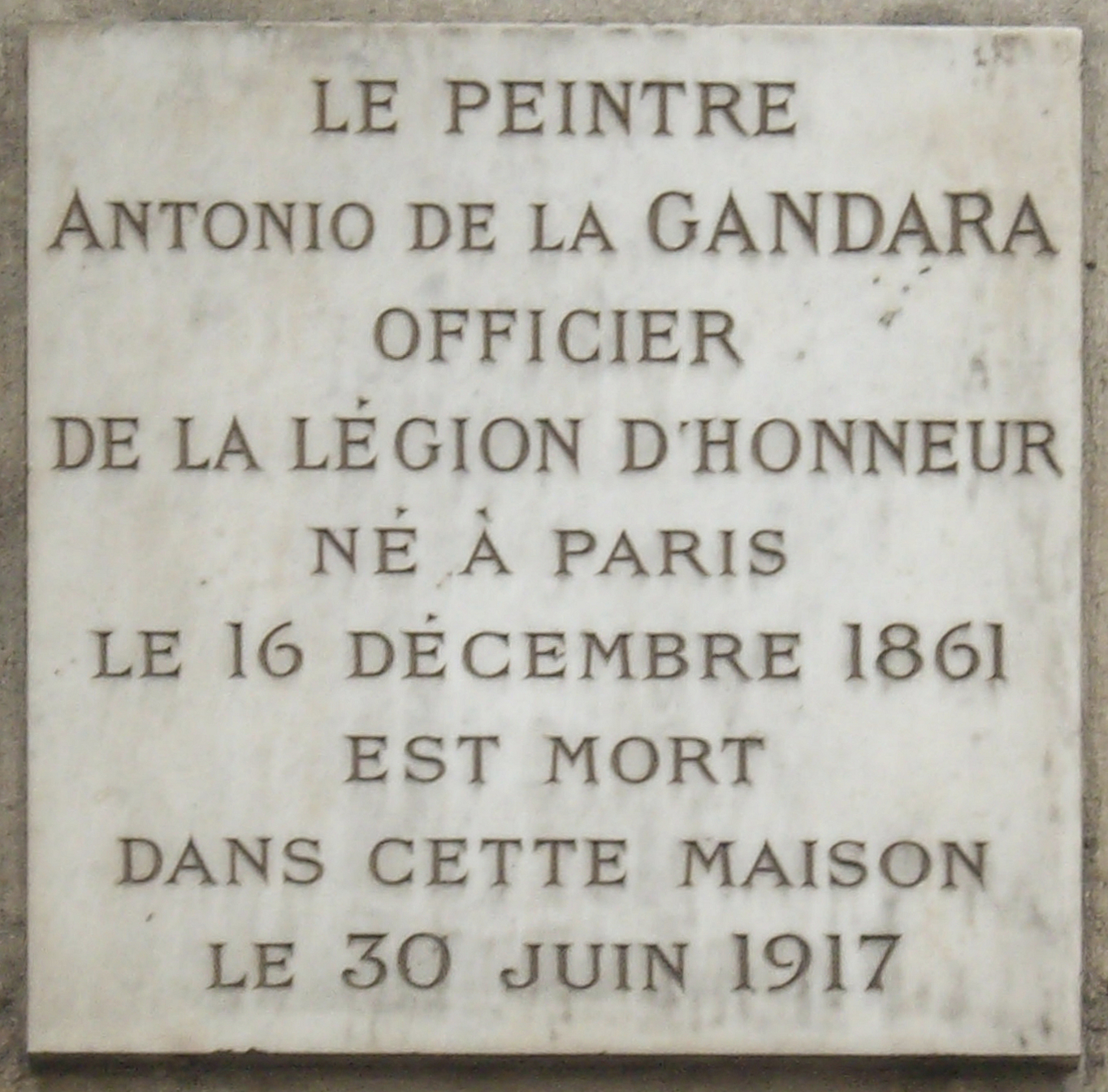
Plaque commémorative au 22, rue Monsieur-le-Prince à Paris.

Domicilié 155 boulevard Saint-Germain, il meurt d'un infarctus dans son atelier du 22, rue Monsieur-le-Prince le 30 juin 1917, et c'est son ami André Rouveyre qui annonce sa mort à Serge de Diaghilev, Michel Fokine, Tamara Karsavina, Picasso et Marcelle Meyer. Celui qui avait été surnommé le « peintre-gentilhomme »  est inhumé à Paris au cimetière du Père-Lachaise (19e division).

## Œuvres
Les tableaux les plus réputés de cet artiste sont ses portraits mondains, comme celui, en pied, de la danseuse et mécène Ida Rubinstein (1913), des vues de Paris et des natures mortes.
Il est l'auteur de quelques œuvres inhabituelles, comme quatre Don Quichotte et La Belle et la Bête, mais aussi de lithographies d'une grande délicatesse qu'il produisit vers 1895 et 1896 et qui attirèrent l'attention du public lors des expositions Art nouveau chez Samuel Bing.
La Gandara illustra quelques ouvrages littéraires dont Les Danaïdes de Camille Mauclair, L'Aiglon d'Edmond Rostand, et une rare édition des Chauves-souris (1892) du poète Robert de Montesquiou.
Plusieurs ouvrages font figurer en frontispice des portraits de Rouveyre, Jean Moréas, Achille Segard…
Il exposa à Bruxelles, New York, Boston, Saragosse, Barcelone, Munich, Berlin et Dresde, villes où la critique souligna les qualités de ce peintre qui refusait de se plier aux courants artistiques à la mode de son temps. Mais de son temps il fut un témoin exceptionnel. Un acteur, aussi, pour Edmond de Goncourt, Jean Lorrain, Marcel Proust, André Rouveyre, Guillaume Apollinaire, ou pour le comte de Montesquiou qui le citent[réf. nécessaire] dans leurs œuvres.
Un catalogue raisonné de son œuvre a été publié en 2025.

Œuvres d'Antonio de La Gandara
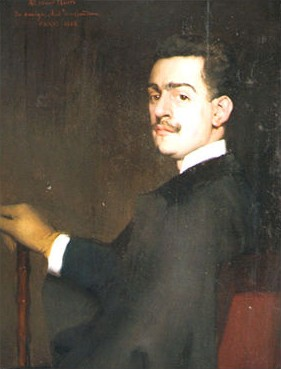
Portrait de Gabriel de Yturri (1886), Paris, musée d'Orsay.
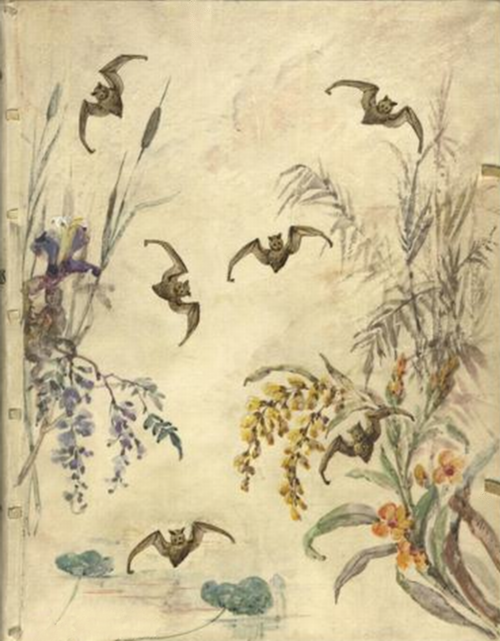
Illustration pour Les Chauves-Souris de Robert de Montesquiou (vers 1895).
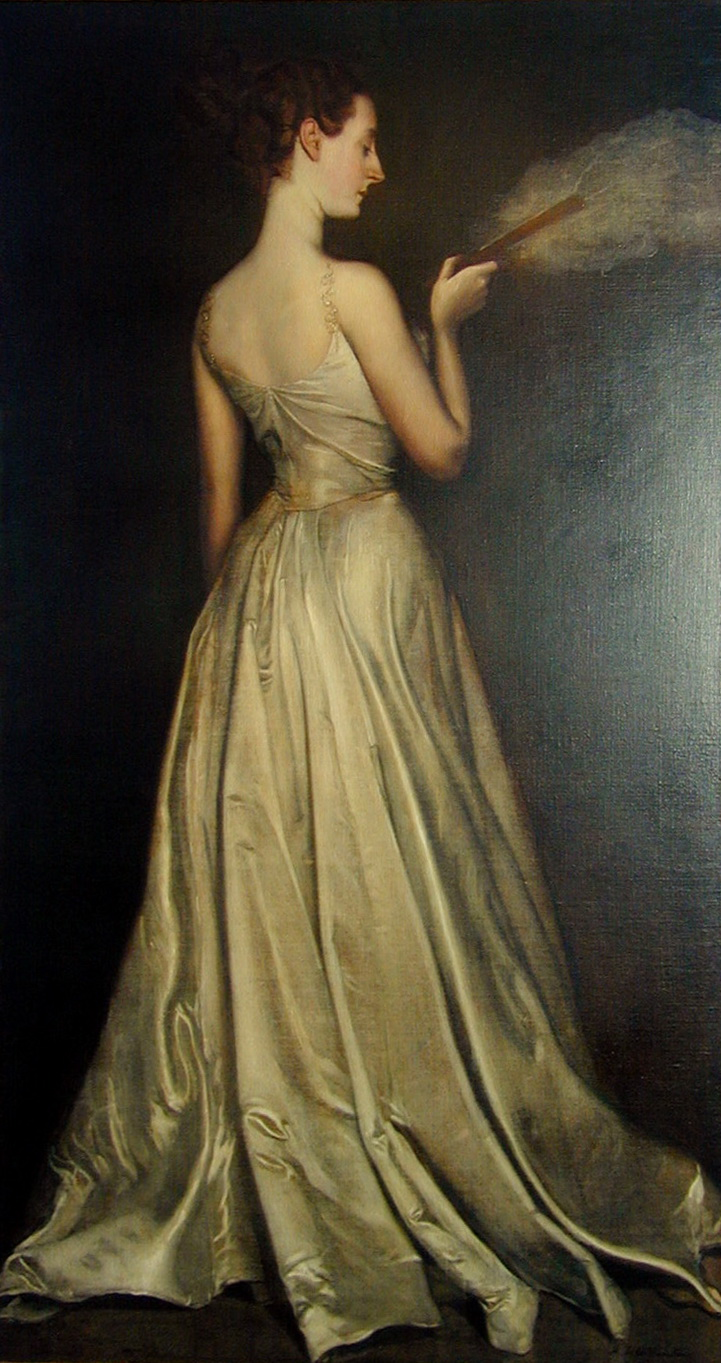
Madame Pierre Gautreau (1898), Charleston (Caroline du Sud), Gibbes Museum of Art.
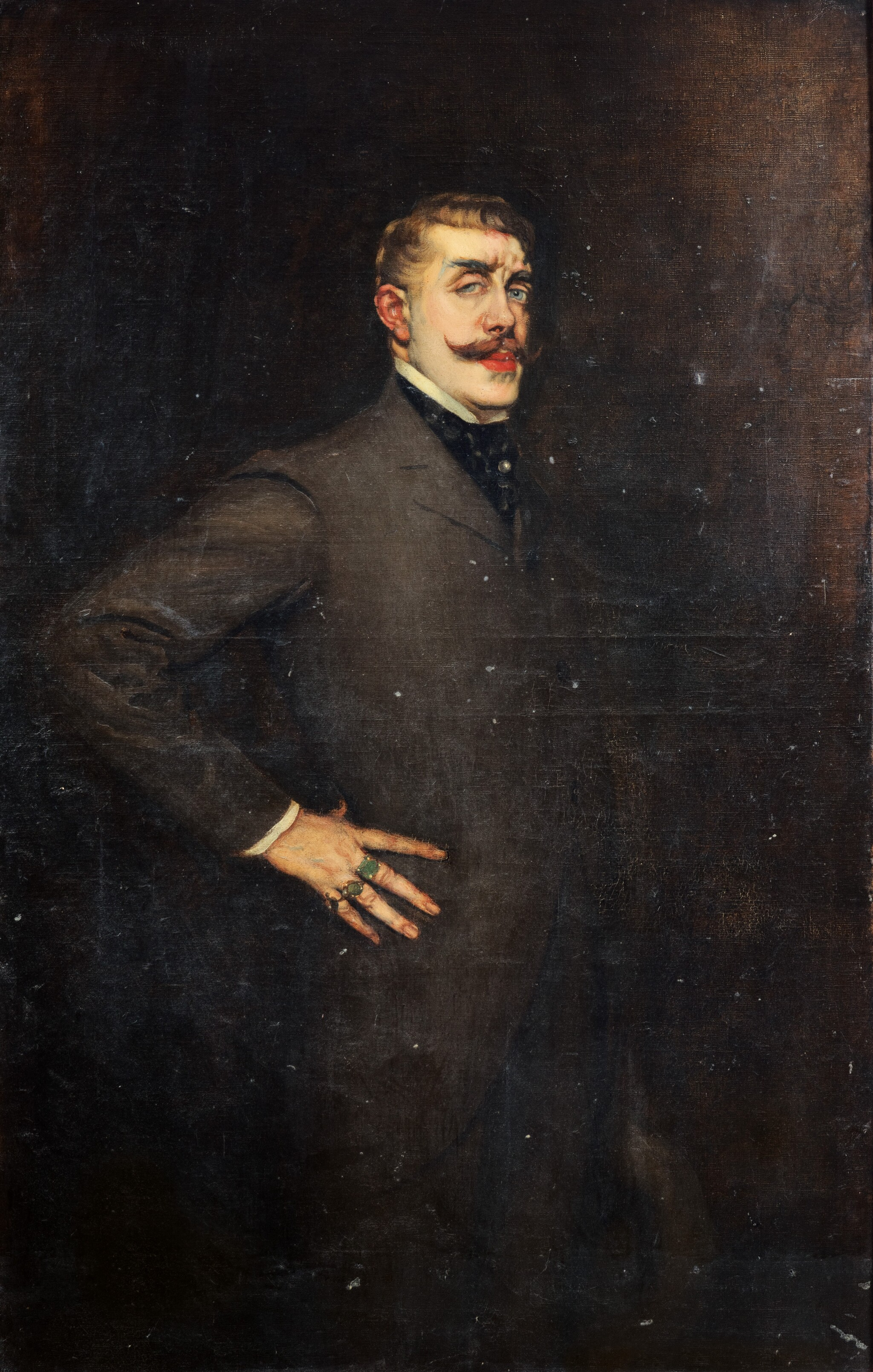
Portrait de Jean Lorrain (1902), Paris, musée d'Orsay.
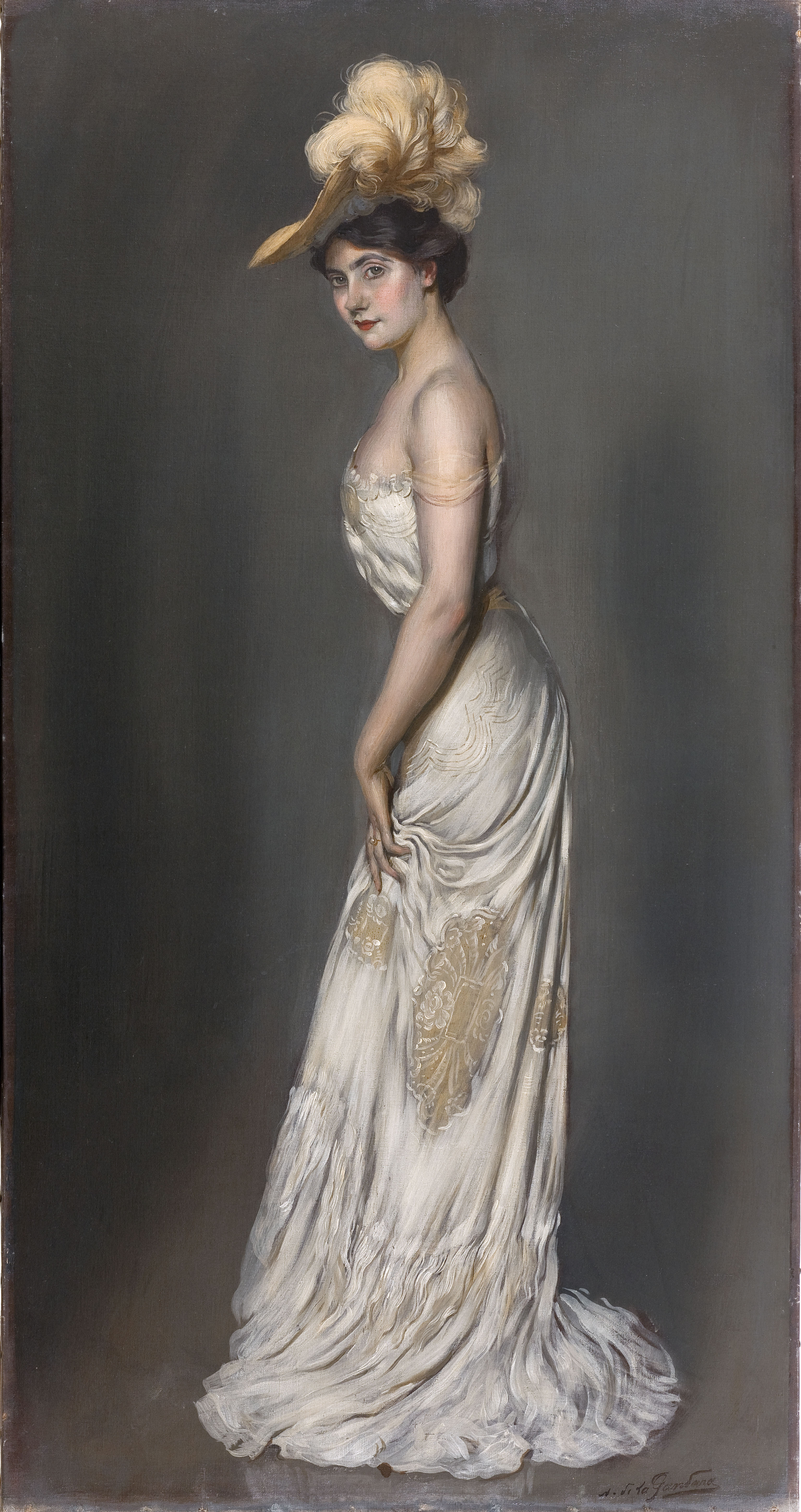
Portrait de madame René Préjelan (vers 1903), Paris, Petit Palais.
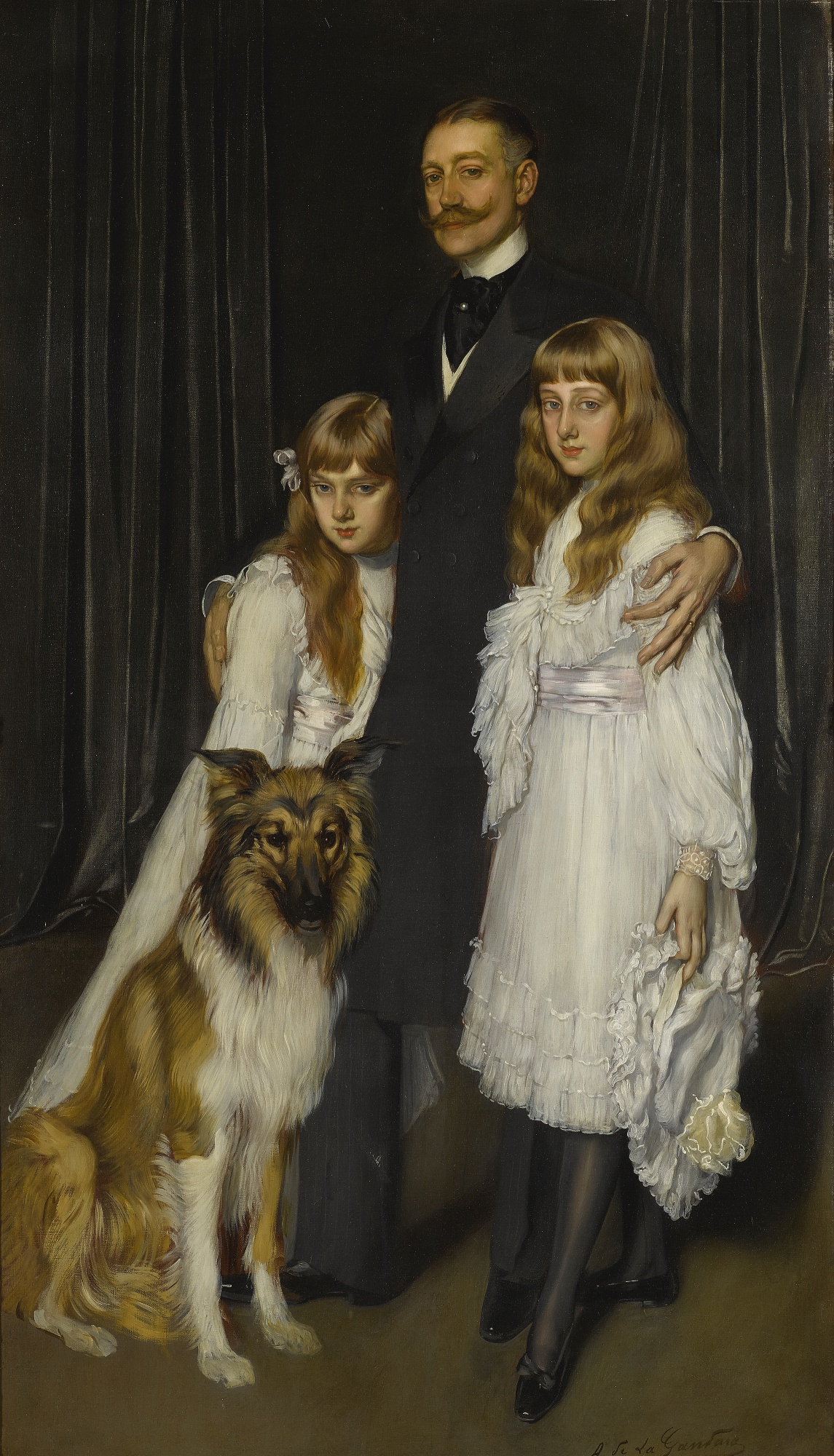
Portrait de l'ambassadeur del Solar et ses enfants (1904), localisation inconnue.
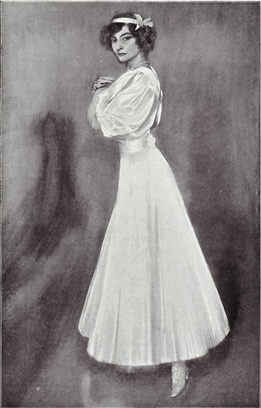
Portrait de Mademoiselle Polaire (Salon de 1905), localisation inconnue.
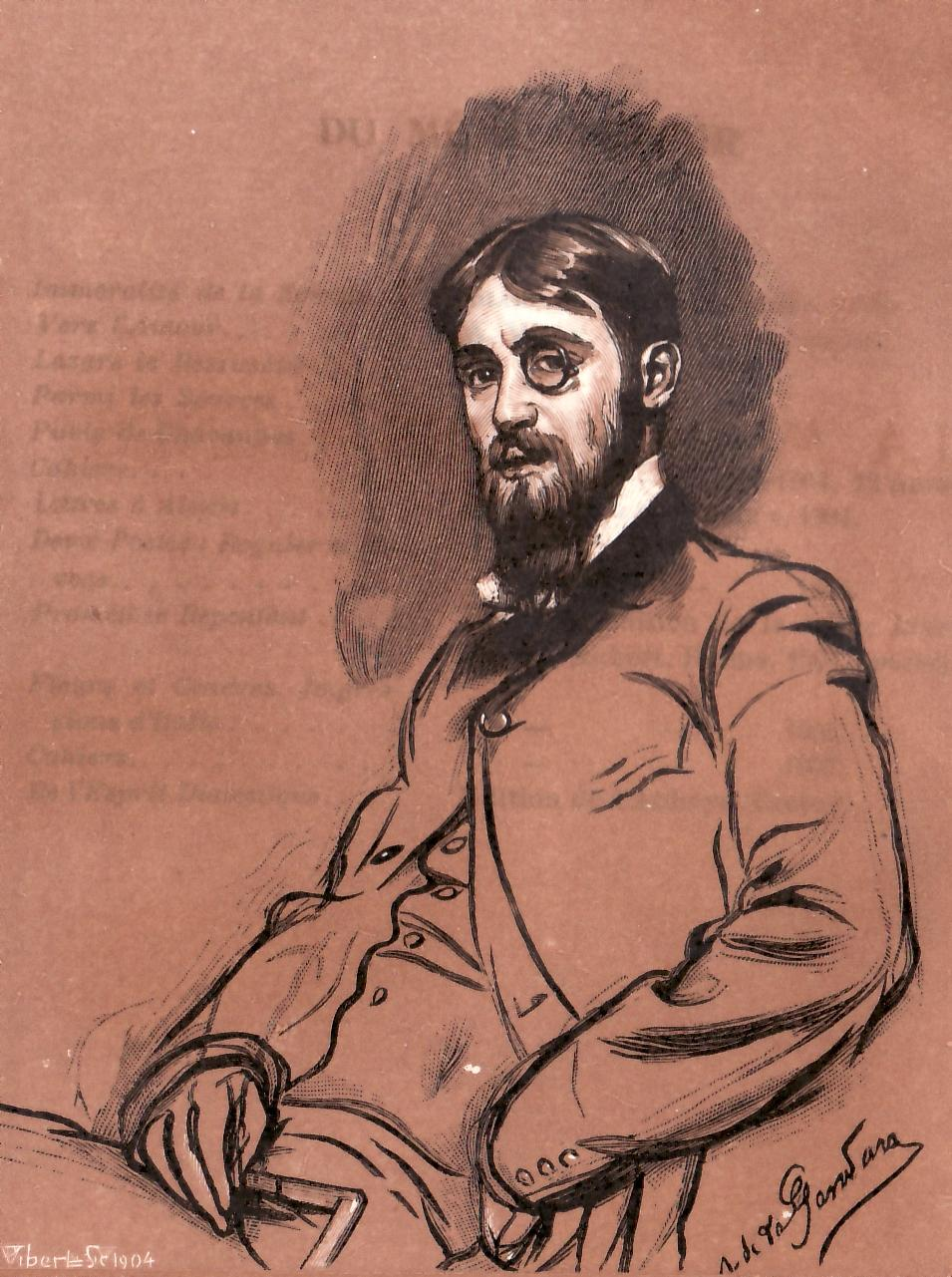
Portrait d'André Rouveyre, paru dans La Morale des lignes de Mécislas Golberg (1908).
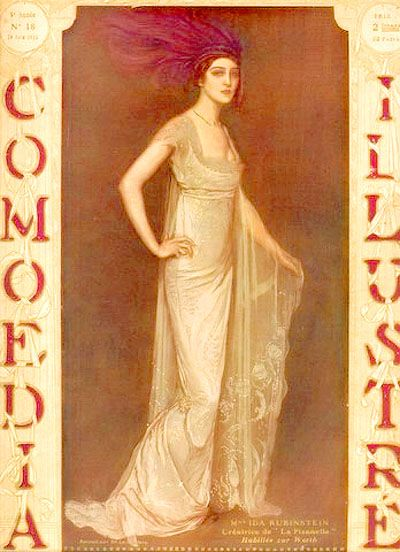
Portrait de Mlle Ida Rubinstein, danseuse (Salon de 1914), localisation inconnue[9].
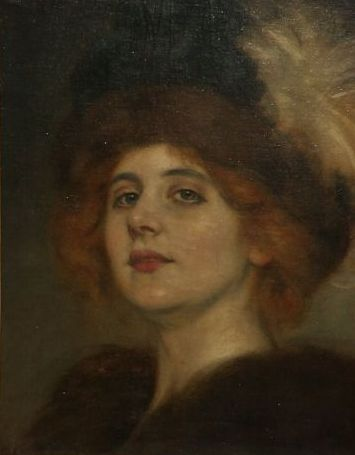
Portrait de Teresa Wilms Montt, Limache, musée Palmira Romano (es).

## Postérité
Un roman historique lui est consacré : Intrigues parisiennes de la Belle Époque. Le drame d'Antonio de La Gandara (Éditions L'Harmattan, 2016).
En novembre 2018, le musée Lambinet à Versailles organise une importante rétrospective regroupant plus de cent œuvres du peintre et de nombreux documents et objets.